# Рошовіцький-Ляс
Рошовіцький-Ляс (пол. Roszowicki Las) — село в Польщі, у гміні Цисек Кендзежинсько-Козельського повіту Опольського воєводства.
Населення — 550 осіб (2011).

## Демографія
Демографічна структура станом на 31 березня 2011 року:
|          | Загалом | Допрацездатний вік | Працездатний вік | Постпрацездатний вік |
| -------- | ------- | ------------------ | ---------------- | -------------------- |
| Чоловіки | 261     | 50                 | 180              | 31                   |
| Жінки    | 289     | 53                 | 169              | 67                   |
| Разом    | 550     | 103                | 349              | 98                   |